# Юканкоски
Ю́канко́ски (фин. Jukankoski — «порог Юка»; Бе́лые мосты́) — комплекс водопадов на реке Кулисмайоки в Питкярантском районе Республики Карелия. Является самым высоким водопадом Северного Приладожья.

## Название
Историческое финское название Юканкоски (фин. Jukankoski) вероятно возникло от названия ближайшего хутора Juka или Jukankontu; фин. koski — речной порог.
В 1970-х годах местные жители дали водопаду русское название «Белые мосты», никак по смыслу не связанное с финским. Название связано с мостами через Кулисмайоки выше по течению, построенными финнами с использованием белого камня. Ныне от мостов остались только руины.

## Общие сведения
Расположен на территории Питкярантского городского поселения в 35 км от города Питкяранта и в 13 км от деревни Леппясилта.
Комплекс представляет собой два водопада расположенных на рукавах реки, разделенных островом. На правом рукаве высота отвесного падения достигает 18 м, на левом — 11 м.
В изданном в 1927 году в Хельсинки геологическом атласе Финляндии приводится информация о водопаде Юканкоски: высота 17 метров.
В 1999 году решением правительства Республики Карелия на прилегающей к водопаду территории был создан гидрологический памятник природы регионального значения «Белые мосты» площадью 87,9 га. Это было сделано в целях сохранения в естественном состоянии водопада и тяготеющих к нему ценных природных комплексов.

## Фотографии

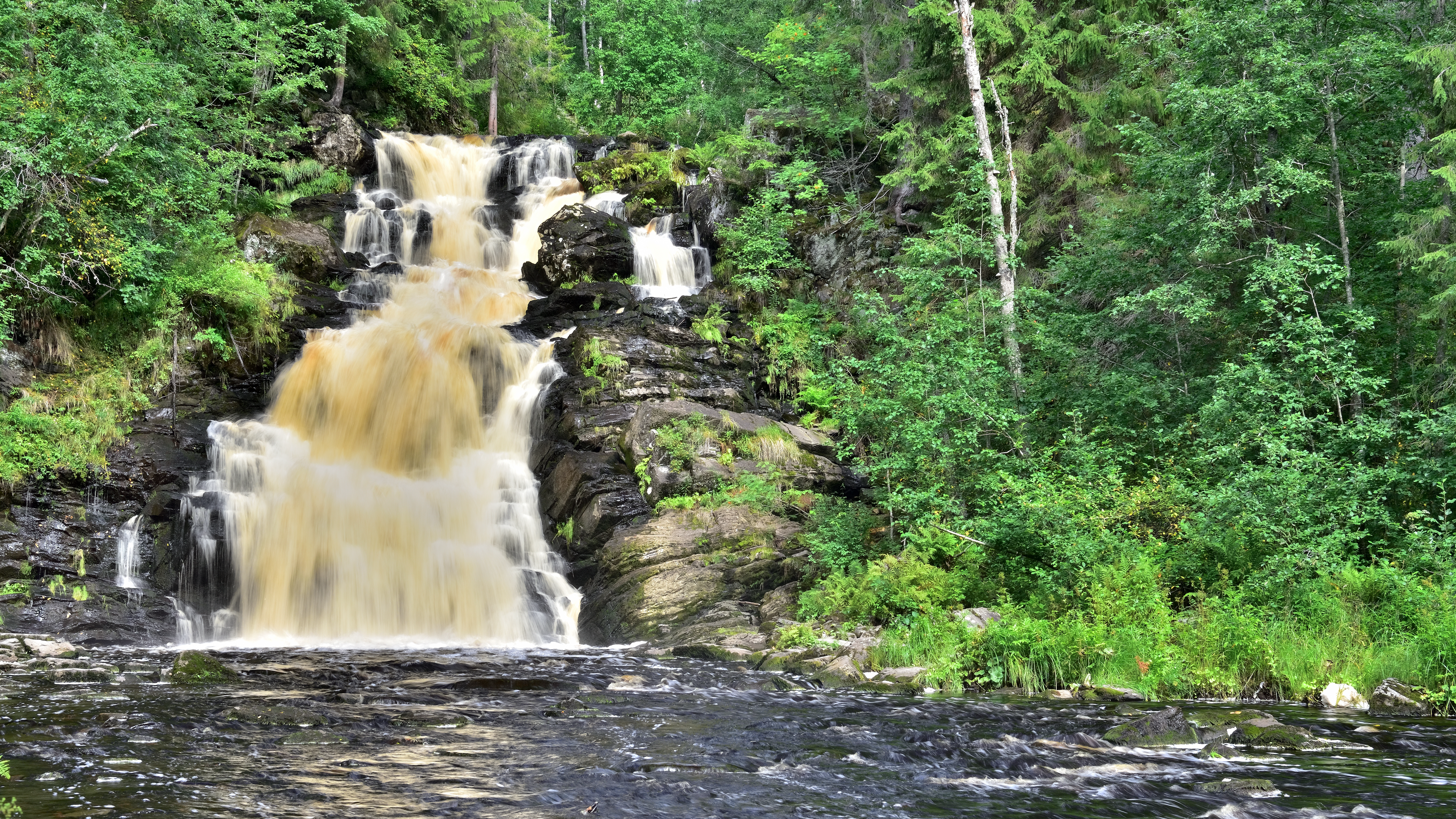
У подножия водопада
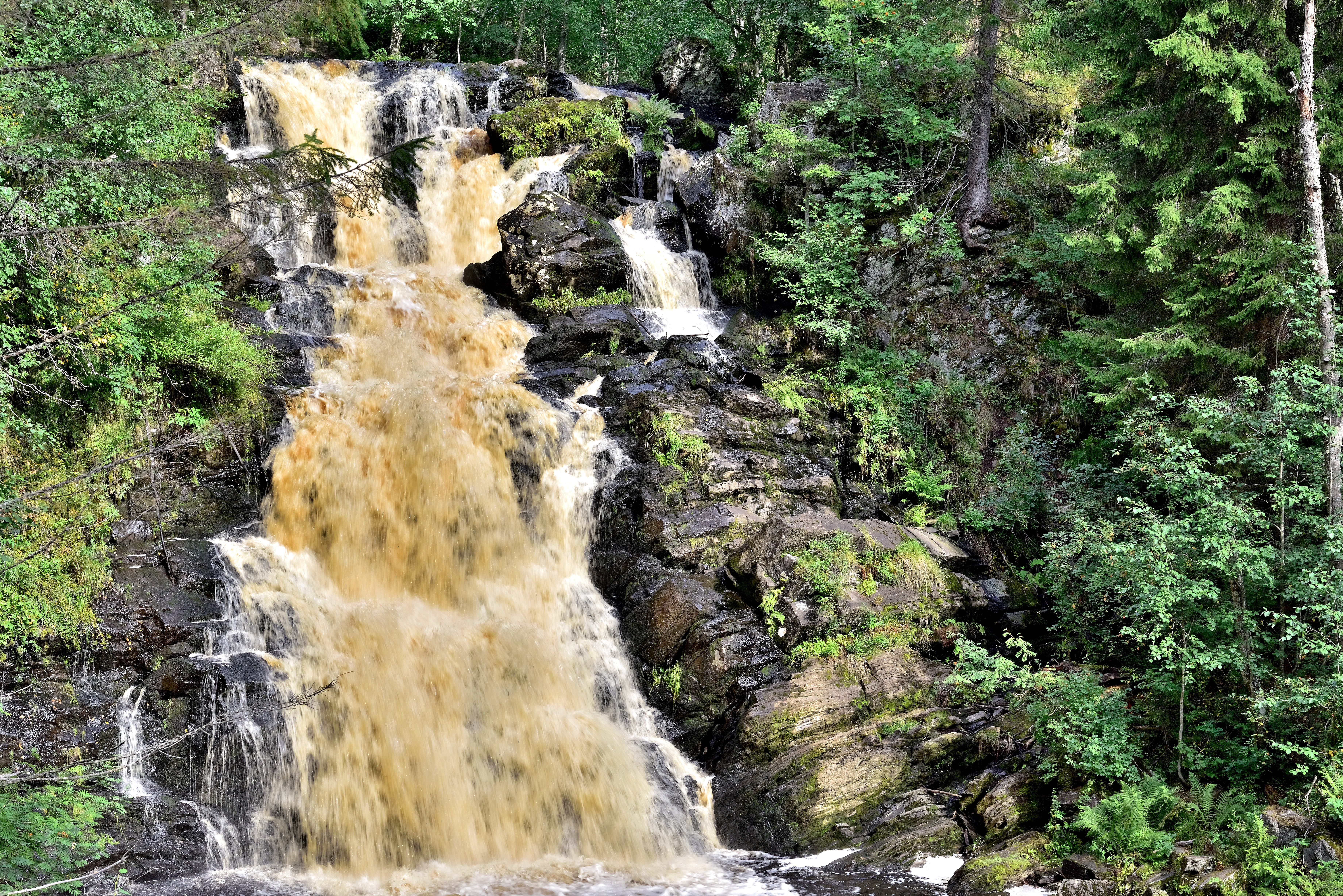
Водопад крупным планом 2020 год
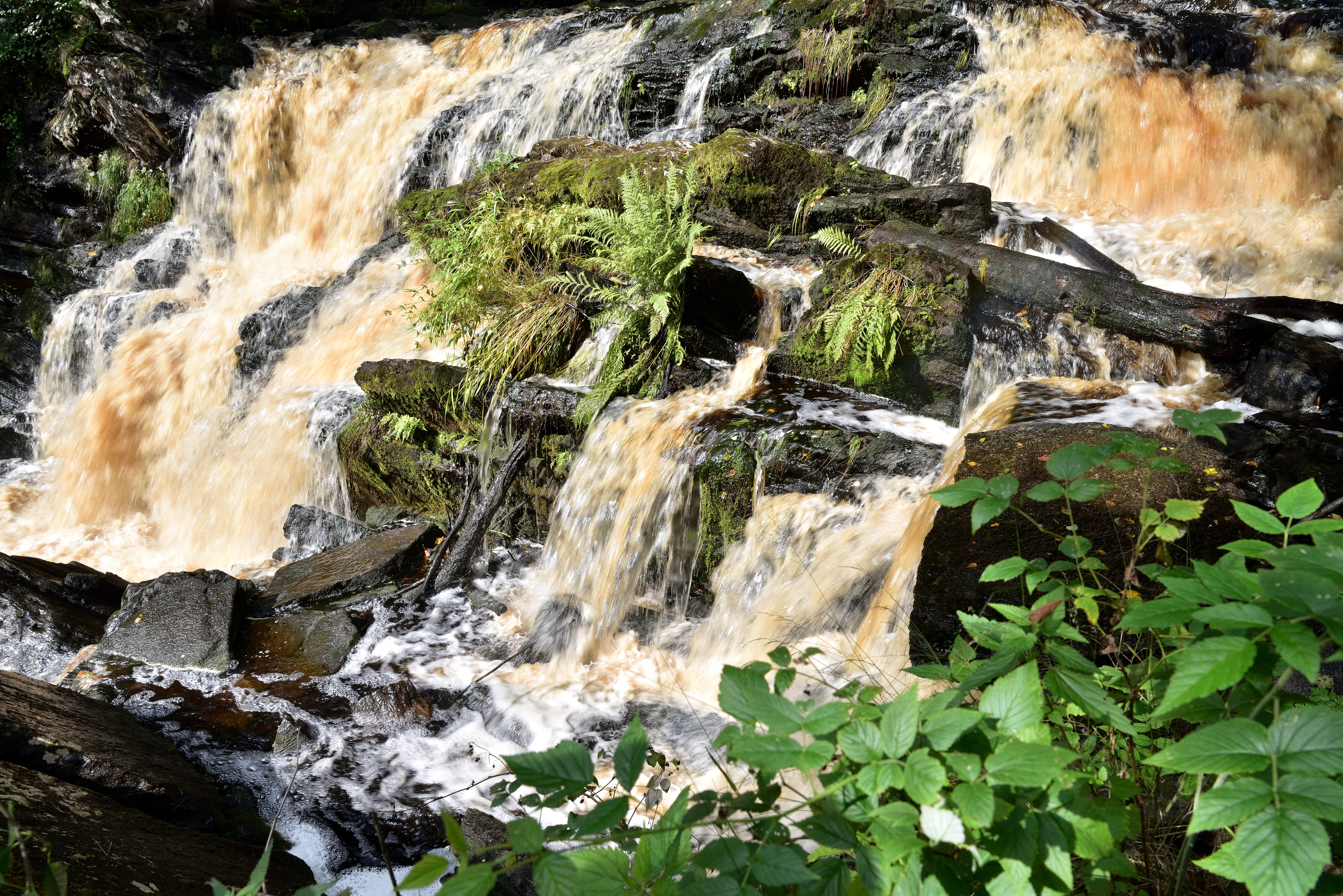
Верхняя часть водопада
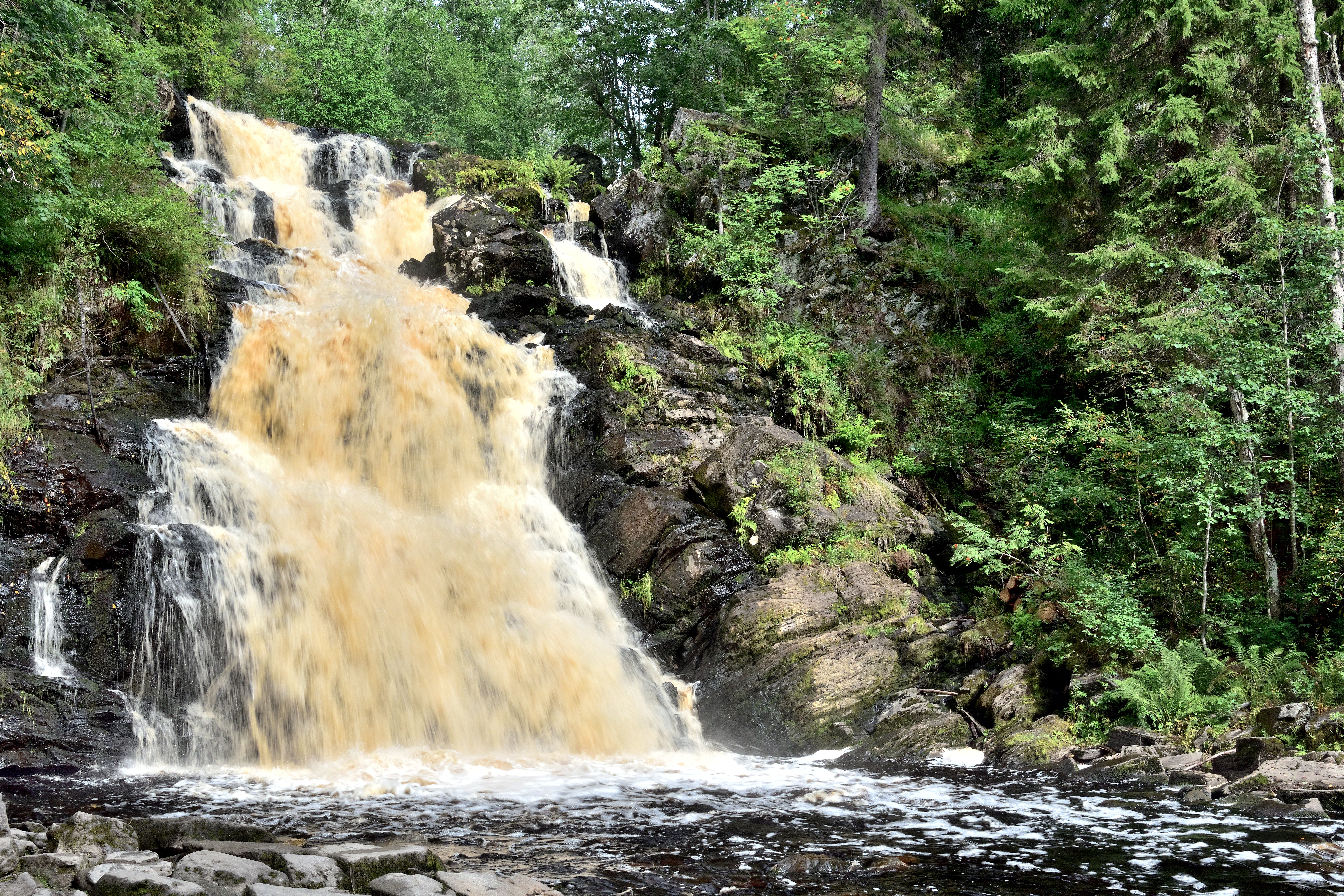
Водопад и лесная чаща